# ذو سماوي
ذو سماوي (بخط المسند: 𐩹𐩪𐩣𐩥𐩺، وأحياناً 𐩹𐩪𐩣𐩺)، هو إله كان يُعبد في جنوب الجزيرة العربية قبل الإسلام، واسمه يعني "ذو السماء، الذي في السماء".

## رمزيته
كان حيوان الجمل هو رمز الإله ذو سماوي وأكثر القرابين التي تقدم له تماثيل جِمال لدوره في حماية قوافل الجمال التجارية، وكذلك يُرمز إليه بحرف الذال (𐩹) الأول من اسمه. وكان ذو سماوي مسؤولاً عن إنزال المطر والبركة والخصب والري والحماية. ويناظر بعل سمين (سيد السماء) الذي كانت عبادته منتشرة في وسط وشمال الجزيرة العربية.

## عبادته
ظهرت عبادة ذو سماوي منذ القرن الثالث قبل الميلاد، واستمرت إلى فترة متأخرة. وكان له حج يقام في مدينة يثل (حالياً براقش). وكان ذو سماوي إله قبيلة أمير في نجران المعروفة منذ القرن الثامن قبل الميلاد حتى القرن الخامس الميلادي، والمشتغلة في التجارة. وكان يطلق على أفراد هذه القبيلة لقب "أهل ذو سماوي"، إذ انفردوا ببناء معابد ذو سماوي أينما حلّوا سواء في مراكزهم الأصلية أو خارجها مع اعترافهم بعبادة آلهة أخرى. وكان للإله ذو سماوي دور مهم في تطور فكرة التوحيد الذي تم في نهاية القرن الرابع الميلادي في جنوب الجزيرة العربية، حيث تحمل الشعائر الدينية للإله ذو سماوي الكثير من السمات التي نراها في الإسلام مثل مفهوم قدسية المكان "الحرم" ومسألة الطهارة كجزء أساسي من عبادته.